# Салихова, Лидия Чингизовна
Лидия Чингизовна Салихова (азерб. Lidiya Salixova Çingizovna; 29 декабря 1983, Баку) — азербайджанский легкоатлет, спринтер, кандидат в мастера спорта. Является одним из лидеров азербайджанской женской легкой атлетики. Входит в состав женской сборной Азербайджана. Участница I Европейских Игр 2015 и IV Игр Исламской Солидарности, прошедших в Баку.

## Биография
Лидия Салихова родилась 29 декабря 1983 года в Баку. Легкой атлетикой занимается с 14 лет. Первым её тренером, который приметил её во время тренировок на стадионе имени Тофика Бахрамова, был Равиль Носов. Последние два года тренируется под руководством Марата Шарафутдинова. Является выпускницей Академии спорта и физической культуры Азербайджана, факультета спортивных единоборств. Представляет спортивно-оздоровительную школу «Нефтчи». Ранее представляла спортивное общество «Спартак».

## Спортивные достижения
| Год  | Соревнование                   | Город             | Место | Событие            | Время (с) |
| ---- | ------------------------------ | ----------------- | ----- | ------------------ | --------- |
| 2009 | Международный турнир           | Лефкоша, Кипр     | 1     | 200 м              |           |
| 2009 | Чемпионат Азербайджана         | Баку, Азербайджан | 2     | 100 м              |           |
| 2009 | Чемпионат Азербайджана         | Баку, Азербайджан | 2     | 200 м              |           |
| 2008 | Чемпионат Азербайджана         | Баку, Азербайджан | 1     | 400 м              | 58.44     |
| 2015 | Первые Европейские Игры        | Баку, Азербайджан | 9     | 900 м              |           |
| 2017 | IV Игры Исламской Солидарности | Баку, Азербайджан | 5     | 400 м с барьерами  | 1:10.27   |
| 2017 | IV Игры Исламской Солидарности | Баку, Азербайджан | 4     | 4 x 400 м эстафета | 3:56.33   |